# Adesmus temporalis
Adesmus temporalis là một loài bọ cánh cứng trong họ Cerambycidae.